# Apostates albiclathrata
Apostates albiclathrata är en fjärilsart som beskrevs av W. Warren 1897. Apostates albiclathrata ingår i släktet Apostates och familjen mätare. Inga underarter finns listade i Catalogue of Life.